# Corinne Côté-Lévesque
Corinne Côté-Lévesque, née le 10 novembre 1943 à Alma et morte le 19 octobre 2005 à Montréal, était la secrétaire responsable de l'agenda du premier ministre du Québec René Lévesque et sa deuxième épouse à partir de 1979. Elle est connue pour avoir joué un rôle actif dans les affaires politiques du premier ministre.

## Biographie
Corinne Côté devient enseignante à l'âge de 19 ans.
En 1968, elle participe d'abord comme militante aux activités du Parti québécois, alors dirigé par René Lévesque avec qui elle entamera une relation suivie en 1970.
Lorsque le Parti québécois prend le pouvoir en 1976, elle devient secrétaire responsable de l'agenda du premier ministre du Québec et, par la suite, agira en tant que conseillère chargée de tempérer les décisions de son patron et époux.
En 1987, quelques semaines après le décès de René Lévesque, elle sera nommée commissaire à l'immigration par le gouvernement conservateur de Brian Mulroney. Elle travaillera également dans le domaine de l'édition, fera de la radio et tiendra une chronique littéraire hebdomadaire pour le compte du magazine L'Actualité.
En dépit de son effacement et de sa discrétion, son influence temporisatrice auprès de son époux sera largement reconnue dans le monde de la politique québécoise.
Elle meurt à Montréal le 19 octobre 2005, à l'âge de 61 ans, un mois avant son 62e anniversaire. Elle est inhumée aux côtés de son époux au cimetière Saint-Michel de Sillery.

## Sources
- Clairandrée Cauchy, « Corinne Côté-Lévesque, 1943-2005 - La femme de conviction derrière le grand homme », Le Devoir,‎ 20 octobre 2005 (lire en ligne)
- Corinne Côté, la discrète compagne de vie de René Lévesque, disparaît